# آجرهای خاکستر بادی

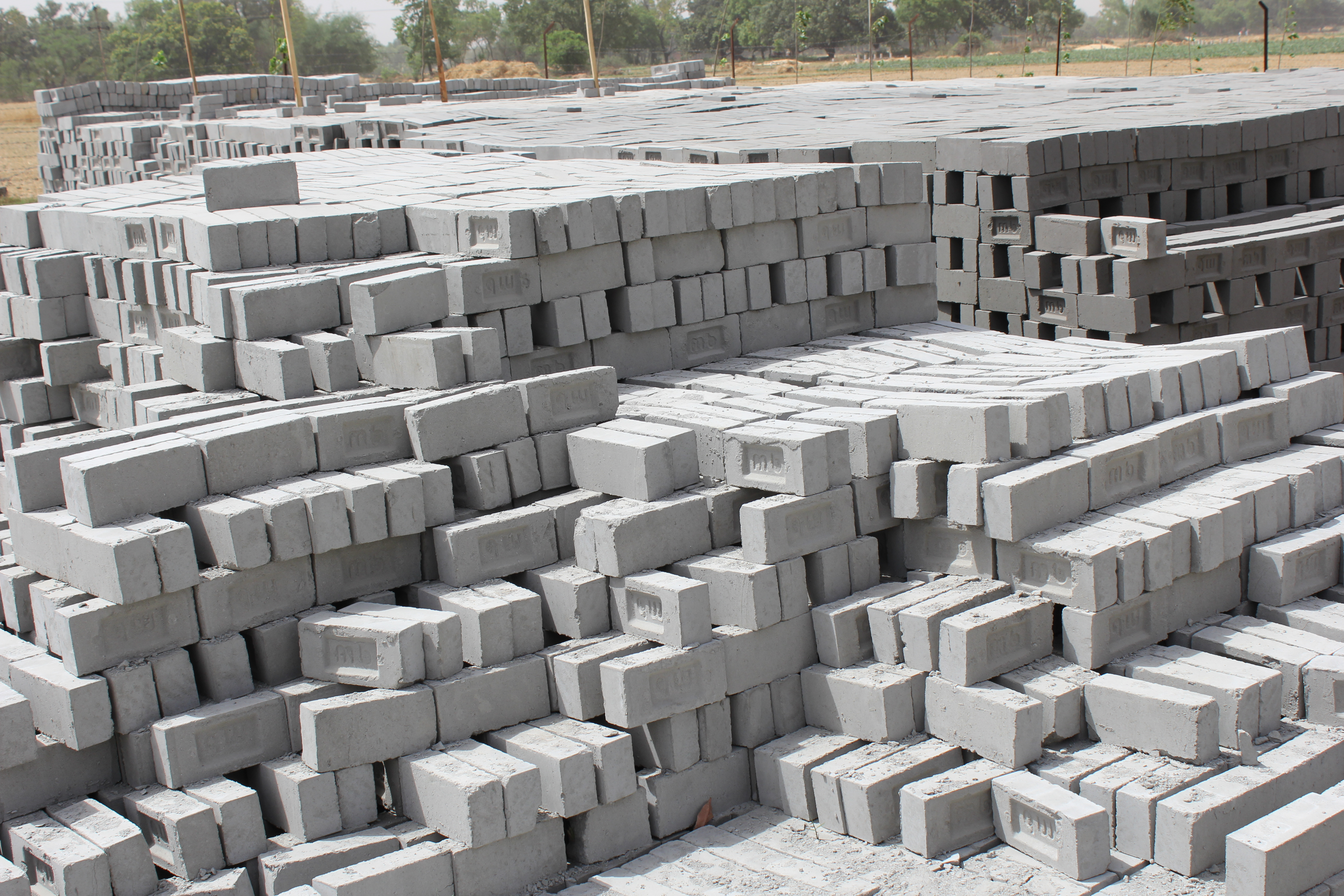
آجرهای خاکستر بادی

آجرهای خاکستر بادی از مصالح ساختمانی به خصوصِ بنایی هستند که از آب و خاکسترهای بادی کلاس c و کلاس f تشکیل می‌شوند؛ تحت فشار ۲۸ مگا پاسکال یا ۲۷۲ اتمسفر فشرده شده و در مدت ۲۴ ساعت در حمام بخار ۶۶ درجهٔ سلسیوس نگه داری و توسط یک عامل ورودی هوا سفت می‌شوند؛ سپس آجرها تحت بیش از ۱۰۰ چرخهٔ ذوب_انجماد قرار می‌گیرند. این آجرها به دلیل داشتن غلظت بالای کلسیم اکسید، به آجرهای «خود سیمانی» معروف شده‌اند.
این روش ساخت باعث صرفه جویی انرژی و کاهش آلودگی جیوه شده و هزینه آن ۲۰٪ کمتر از تولید آجر رسی سنتی است.

## تاریخچه
گرد زغال از لحاظ تاریخی همواره به عنوان ضایعات از خانه‌ها و صنعت جمع‌آوری می‌شده‌است. در قرن نوزدهم، خاکستر زغال سنگ توسط «لاشخور ها» جمع‌آوری می‌شد و به آجر پزی‌های محلی که خاکستر را با خاک رس مخلوط می‌کردند تحویل داده می‌شد. درآمد حاصل از فروش خاکستر معمولاً صرف جمع‌آوری زباله می‌شد.
معمولاً در هنگام تشکیل زغال سنگ خاک رس به دست می‌آید. وقتی زغال سوزانده می‌شود، ذرات رس نسوز به عنوان خاکستر باقی می‌ماند. در بویلر‌های بزرگ، خاکسترهای نسوز برای مدت طولانی فشرده می‌شوند. این روزها فن آوری زغال سنگ پودر شده به دلیل بهبود بهره‌وری در انرژی ترجیح داده می‌شود. در این شرایط خاک رس از طریق دودکش خارج می‌شود و در فیلترهای کیسه ای یا رسوب دهنده‌های الکترواستاتیکی (ESPs) قرار می‌گیرد و این باعث می‌شود تا نام «خاکستر بادی» به وجود آید.

## مواد اولیه

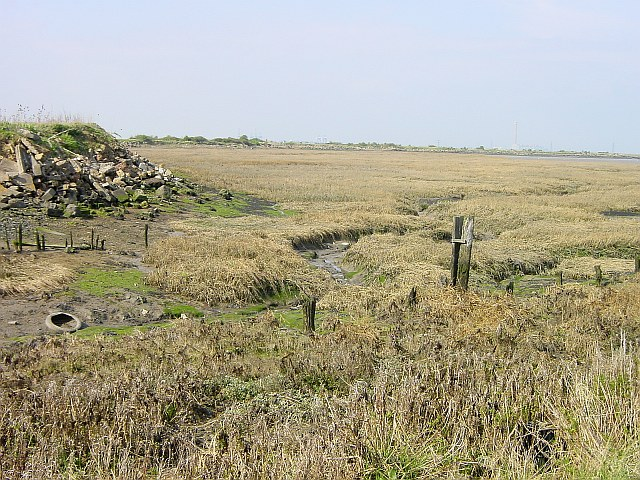
نهر فانتون؛ احتمالاً این یک کانال ناوبری است در روزهایی که آجرپزی‌ها خاکستر بادی را از لندن بارگیری می‌کردند و بار آجرها را برمی‌گرداندند.

مواد اولیهٔ آجرهای خاکستر بادی عبارتند از: 
| مواد                             | جرم  |
| -------------------------------- | ---- |
| خاکستر بادی                      | ۶۰٪  |
| ماسه/پودر سنگ                    | ۳۰٪  |
| سیمان پرتلند معمولی / (آهک + گچ) | ۱۰٪  |
| فرمول کلی مواد                   | ۱۰۰٪ |

استحکام آجرهای خاکستر بادی با ترکیب فوق، در محدوده ای بین ۷٫۵ تا ۱۰ MPa است.  در واقع آجرهای خاکستر بادی سبک‌تر و مستحکم تر از آجرهای رسی هستند.
مهمترین اجزاء آن شامل: خاکستر بادی، آب، آهک خام یا لجن آهک، سیمان، پودر آلومینیوم و گچ می‌باشد. اتوکلاو کردن با ارتقای کیفیت سیمان باعث افزایش سختی بلوک‌ها می‌شود. گچ به عنوان عامل استحکام بلند مدت عمل می‌کند. در واکنش شیمیایی به دلیل وجود خمیر آلومینیوم، ساختار متخلخل متمایز (بتن اسفنجی اتوکلاوی)، سبکی و خاصیت عایق بودن را فراهم می‌کند. خواص یادشده آن را از سایر مواد سبک‌ وزن بتنی جدا می‌کند. محصول نهایی یک بلوک سبک‌تر با وزن کمتر از ۴۰٪ آجرهای معمولی است، در حالی که نقاط قوت مشابهی را نیز ارائه می‌دهد. وزن مخصوص در حدود ۰٫۶ تا ۰٫۶۵ می‌باشد. استفاده از این بلوک‌ها در ساختمان‌ها باعث کاهش بار مرده (ایستا بار یا بار ساکن) می‌شود و به این ترتیب ۳۰ تا ۳۵ درصد در مصرف فولاد سازه و بتن صرفه جویی می‌شود.
فرایندهای تجاری در دو دسته قرار می‌گیرند. مسیر آهک و مسیر سیمان (سیمان پورتلند معمولی) که از آن (دومی) به عنوان منبع آهک استفاده می‌شود. در مسیر آهک، ترکیب شامل: خاکستر بادی (۵۰٪)، آهک خرد شده (۳۰٪) و گچ بدون آب (۲۰٪) است که به آنها ۳ تا ۴ برابر خاک سنگ، شن و ماسه یا هر ماده پرکننده بی اثر اضافه می‌شود. در مسیر سیمان، ترکیب شامل: خاکستر بادی (۷۶٪)، سیمان پورتلند معمولی (۲۰٪) و آنیدریت (۴٪) است که به آنها ۳ تا ۴ برابر مواد پرکننده اضافه می‌شود.
این خواص خاکسترهای بادی که در زیر آمده‌است بر استحکام و ظاهر آجرهای خاکستر بادی تأثیر می‌گذارد:
1. افت حرارتی: خاکستر بادی هنگام سوختن در حدود ۱۰۰۰ درجه سانتیگراد به دلیل وجود کربن و آب، وزن خود را کاهش می‌دهد. کاهش وزن به دلیل احتراق کربن و تبخیر رطوبت اتفاق می‌افتد که به آن «افت حرارتی» گفته می‌شود و این به صورت درصد بیان می‌شود. هرچه افت احتراق کمتر باشد، خاکستر بادی بهتر خواهد بود که طبق BIS نباید بیش از ۵٪ باشد. [نیازمند منبع]
2. ظرافت: خاکستر بادی ریز دارای سطح بیشتری برای واکنش با آهک است و این فعالیت پوزولانی را افزایش می‌دهد، که به استحکام آجرهای خاکستر بادی کمک می‌کند و طبق BIS نباید بیش از ۳۲۰ متر مربع در کیلوگرم باشد. [نیازمند منبع]
3. محتوای کلسیم (CaO): واکنش پوزولانی خاکستر بادی در خاکسترهای بادی کلسیم بالا، بیشتر است. هرچه فعالیت پوزولانی بیشتر شود باعث افزایش مقاومت آجر خاکستر بادی می‌شود. طبق استاندارد ASTM C618 خاکستر بادی به دو دسته طبقه‌بندی می‌شود که کلاس C دارای بیش از ۱۰٪ آهک و خاکستر بادی کلاس F شامل کمتر از ۱۰٪ آهک است.[۳]

علاوه بر این، براساس عملیات دیگ بخار، خاکستر بادی را می‌توان به دو دستهٔ دما پایین(LT) و دما بالا(HT) طبقه‌بندی کرد. خاکستر بادی دما پایین که دارای فازهای آمورف است وقتی تولید می‌شود که دمای دیگ بخار بیش از ۸۰۰ درجه سانتیگراد نشود، در حالی که خاکستر بادی دما بالا حاوی فازهای واکنش شیشه ای، در دستگاه‌های فوق حرارتی با بیش از ۱۰۰۰ درجه سانتیگراد تولید می‌شود. خاکستر بادی دما پایین با آهک واکنش خوبی نشان می‌دهد در حالی که خاکستر بادی دما بالا به خوبی با سیمان پورتلند معمولی واکنش نشان می‌دهد.

## مزایا
۱. به دلیل وزن کم باعث کاهش بار مرده در سازه‌ها می‌شود (۲٫۶ کیلوگرم، ابعاد: ۲۳۰ میلی‌متر در ۱۱۰ میلی‌متر در ۷۰ میلی‌متر)
1. تعداد مشابه این آجرها، مساحت بیشتری را نسبت به آجرهای رسی (خشتی) پوشش می‌دهد.
2. عایق حرارتی بالا
3. به دلیل استحکام بالا، عملاً هیچگونه خرابی در هنگام حمل و نقل و استفاده به وجود نخواهد آمد.

۵. با توجه به اندازه یکنواخت، گچ و ملات آجر مورد نیاز اتصالات تقریباً ۵۰٪ کاهش می‌یابد.
1. به دلیل نفوذ کمتر آب، نشت آب از طریق آجر به میزان قابل توجهی کاهش می‌یابد.
2. پوشش گچی را می‌توان بدون نیاز به روکش زیرین آهکی و به‌طور مستقیم بر روی این آجرها اعمال کرد.

۸. این آجرها به مدت ۲۴ ساعت نیازی به خیس کردن در آب ندارند و پاشیدن آب قبل از استفاده کفایت می‌کند.

## معایب
1. استحکام مکانیکی کم است، اما با افزودن ضایعات مرمر یا ملات بین بلوک‌ها می‌توان این مشکل را اصلاح کرد.
2. محدودیت اندازه؛ فقط اندازه‌های مشخصی قابل تولید است و سایزهای بزرگ شکنندگی بیشتری خواهند داشت.
3. فقط برای جاهایی مانند مناطق نیمه گرمسیری یا مناطقی که آب و هوا گرم است به کار می‌آید، زیرا گرما را جذب نمی‌کند، و در هنگام سرما مفید نیست.